# Бауэр, Вильгельм
Вильгельм Бауэр (нем. Wilhelm Bauer; 23 декабря 1822, Диллинген-на-Дунае — 20 июня 1875, Мюнхен) — немецкий инженер, конструктор первых немецких подводных лодок.

## Биография
Поначалу изучал ремесло токаря, потом вступил в кавалерийский полк. Там он изобрёл приспособление для транспортировки пушек и был направлен в артиллерию. В 1848 году служил в Шлезвиг-Гольштейне, где у него впервые появились планы использовать подводные судна для охраны побережья. Его «Брандтаухер», построенный в 1850 году, был первой немецкой подводной лодкой. Другая подводная лодка «Зеетойфель» была построена и испытана в 1856 году в Санкт-Петербурге, причем ходовые качества корабля оказались неплохими, но произвести подрывы минами учебных целей не удалось и проект был забракован. Лодка имела длину в 52 футов. Своими работами Вильгельм Бауэр опередил своё время более, чем на 50 лет: первой подводной лодкой в строй ВМС Германской империи стала SM U1 в 1906 году.
Бауэр был назначен имперским субмарине-инженером и получил задание поднять утонувший корабль. Он сконструировал камеру для водолазов и баллоны для поднятия корабля. В 1858 году переселился в Линдау, где работал над усовершенствованием своих изобретений. В 1863 году ему удалось поднять пароход «Людвиг», утонувший двумя годами ранее.
Умер в 1875 году в Мюнхене.

## Память
В честь Бауэра была названа первая после Второй мировой войны подводная лодка в составе бундесмарине. Ныне она является музейным кораблём и одновременно единственной сохранившейся «электролодкой» типа XXI.
Затонувший Брандтаухер был найден и поднят, в настоящее время экспонируется в музее Дрездена.

## Галерея

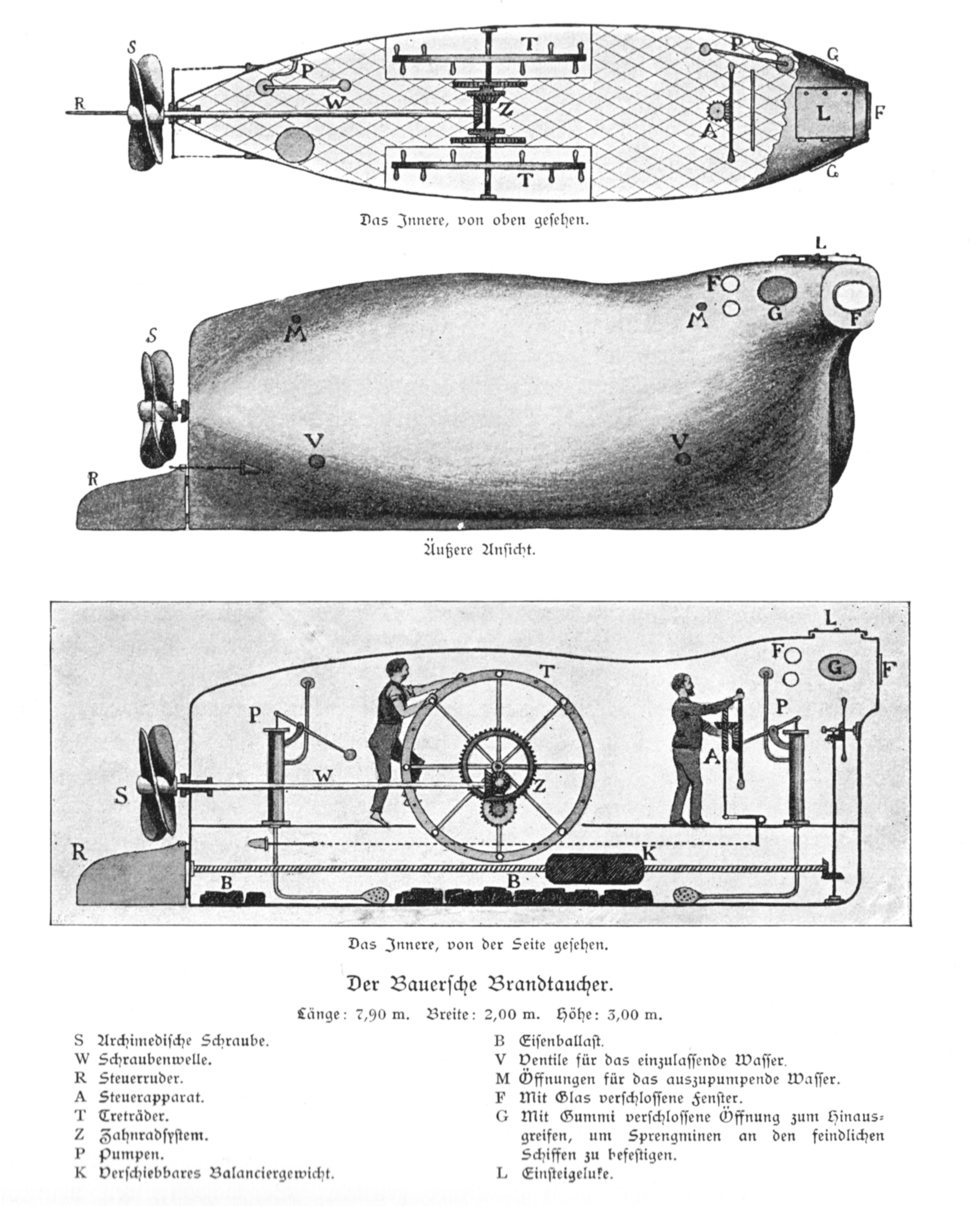
Чертёж Брандтаухера
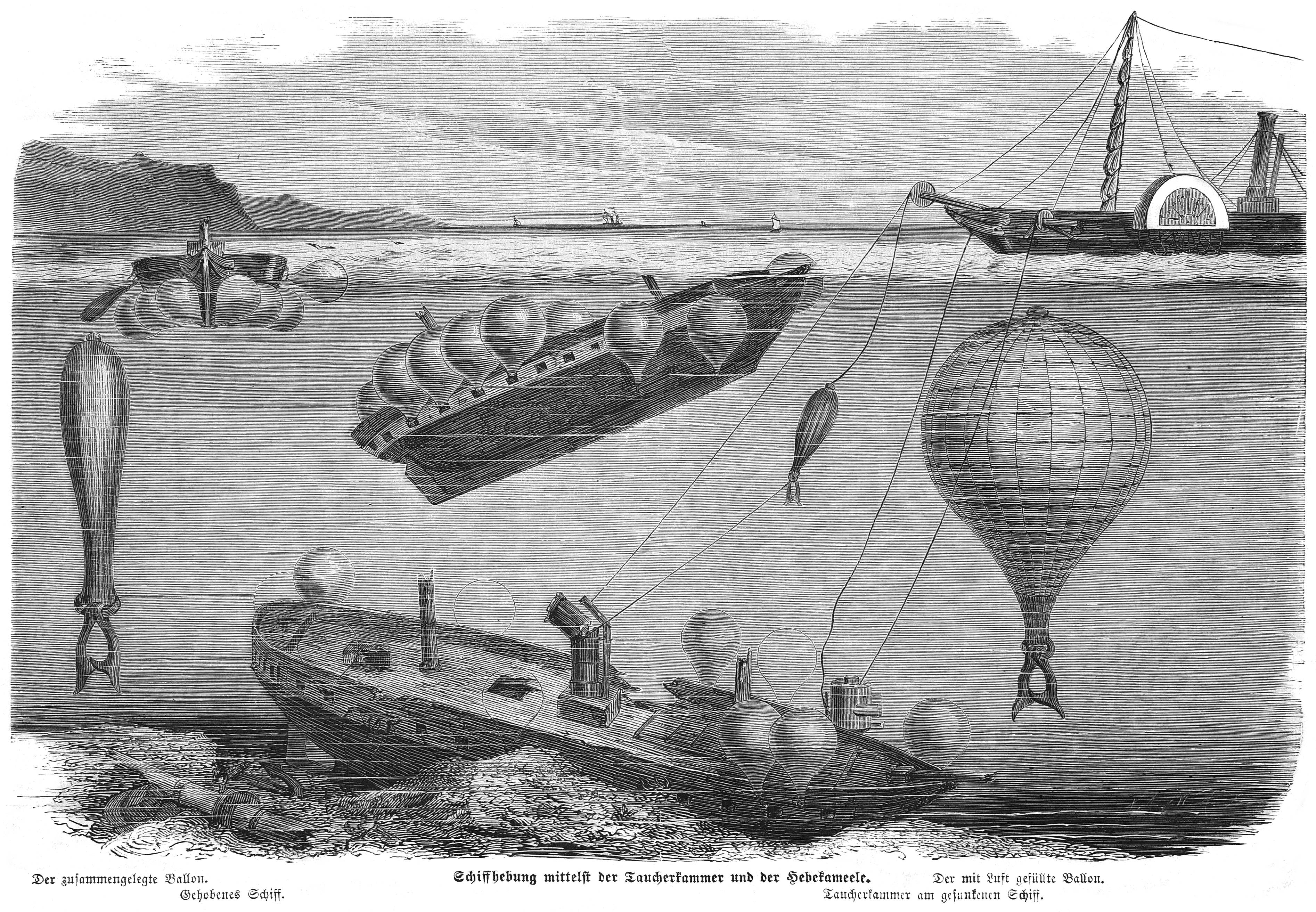
Подъём кораблей
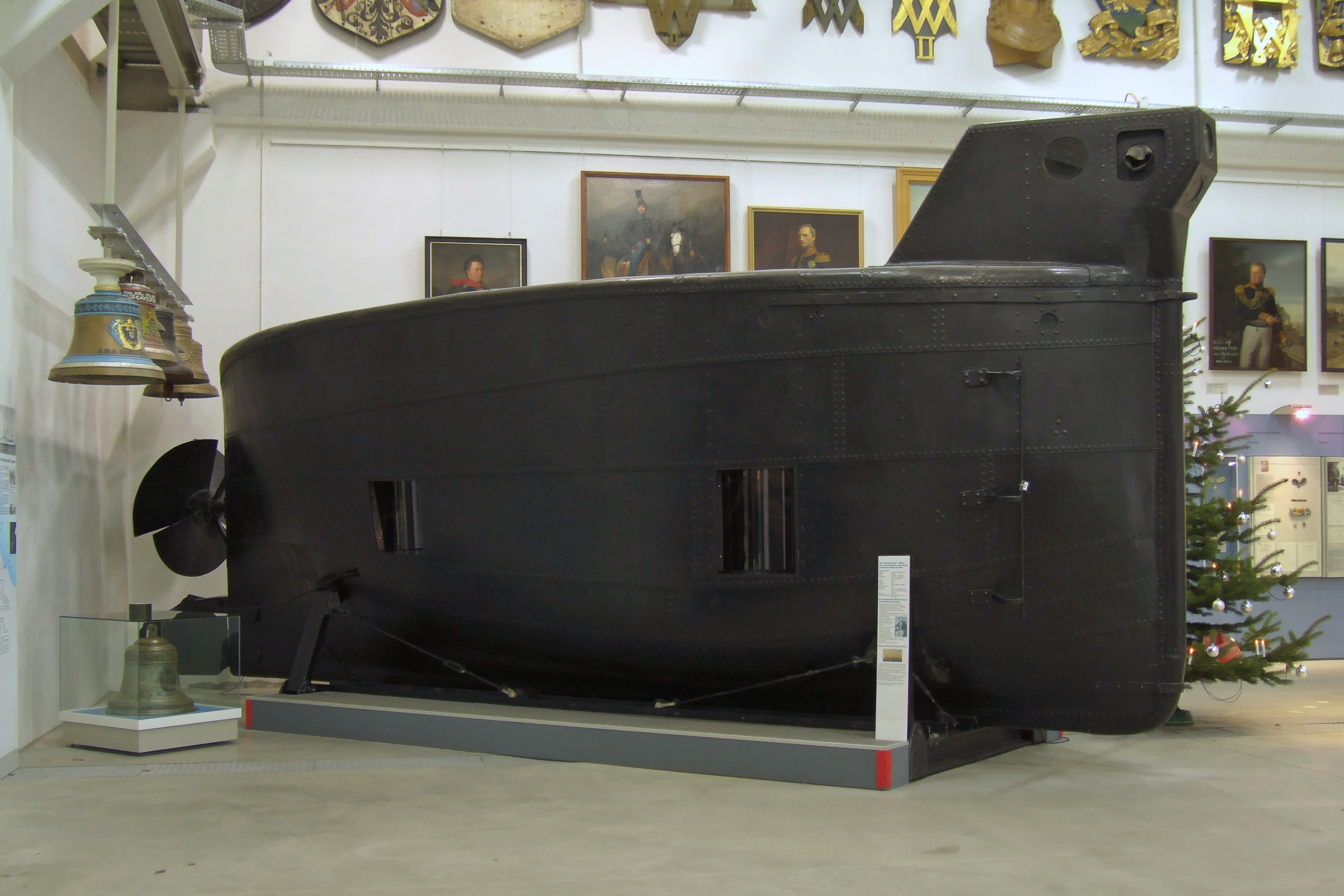
Брандтаухер в музее Дрездена
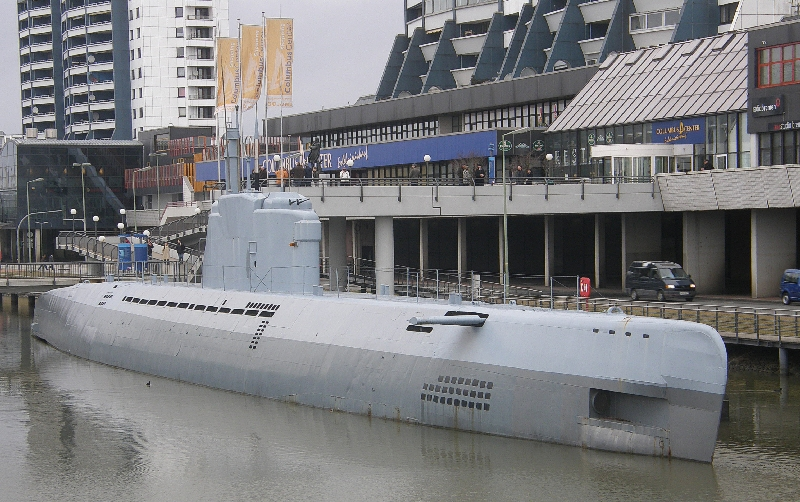
U-2540 «Wilhelm Bauer»